# Blyn
Blyn és una concentració de població designada pel cens dels Estats Units a l'estat de Washington. Segons el cens del 2000 tenia 162 habitants.

## Demografia
Segons el cens del 2000, Blyn tenia 162 habitants, 68 habitatges, i 36 famílies. La densitat de població era de 13,1 habitants per km².
Dels 68 habitatges en un 25% hi vivien nens de menys de 18 anys, en un 44,1% hi vivien parelles casades, en un 7,4% dones solteres, i en un 45,6% no eren unitats familiars. En el 35,3% dels habitatges hi vivien persones soles el 14,7% de les quals corresponia a persones de 65 anys o més que vivien soles. El nombre mitjà de persones vivint en cada habitatge era de 2,38 i el nombre mitjà de persones que vivien en cada família era de 3.
Per edats la població es repartia de la següent manera: un 25,9% tenia menys de 18 anys, un 3,1% entre 18 i 24, un 27,2% entre 25 i 44, un 23,5% de 45 a 60 i un 20,4% 65 anys o més.
L'edat mediana era de 42 anys. Per cada 100 dones de 18 o més anys hi havia 110,5 homes.
La renda mediana per habitatge era de 38.750 $ i la renda mediana per família de 53.906 $. Els homes tenien una renda mediana de 25.625 $ mentre que les dones 35.833 $. La renda per capita de la població era de 23.285 $. Cap de les famílies i el 3% de la població estaven per davall del llindar de pobresa.

## Poblacions més properes
El següent diagrama mostra les poblacions més properes.